# 삼정천 (부천시)
삼정천(三井川)은 굴포천의 지류이다. 오정동 오정산업단지에서 발원하는 굴포천의 제1지류인 삼정1천과 삼정1천의 지류인 삼정2천으로 구성된다. 악취가 심했지만 2017년 2월 23일부터 정화하수를 유지용수로 흘려보내 맑은 물이 흐르게 되었다.